# Maximilian Sciandri
Maximilian ("Max") Sciandri [verengelste uitspraak: 'ʃɛndri; 'sjendrie'] (Derby, 15 februari 1967) is een Brits voormalig wielrenner van Italiaanse afkomst. Hij was in de jaren 90 een specialist in het rijden van klassiekers. 
Sinds 2018 is Sciandri ploegleider bij het Spaanse Movistar. Van 2010 tot 2018 werkte hij bij het Zwitserse BMC, als ploegleider en scout.

## Carrière
Sciandri was actief van 1989 tot 2004 en hij reed voor Carrera Jeans, MG Maglificio, Motorola, La Française des Jeux, Linda McCartney, Lampre en CSC. Hij reed enkele jaren als Italiaan rond in het peloton. Vanaf februari 1995 reed Sciandri namens Groot-Brittannië, zodat hij ook voor deelname aan het WK zou worden geselecteerd. Hij was nooit in aanmerking gekomen voor een plaats in de Italiaanse ploeg. 
Sciandri was een aanvalslustige allrounder, een zeer constante renner die alle klassiekers aankon en die ook Grote Rondes voor zijn rekening nam. Veelal reed hij deze niet uit. Soms als voorbereiding op het najaar, met de Ronde van Lombardije en Parijs-Tours. Sciandri won drie etappes in de Ronde van Italië (1991–1992, 1994) en een etappe in de Ronde van Frankrijk, namelijk die van Le Bourg d'Oisans naar Saint-Étienne in 1995.
Sciandri presteerde sterk in de eendagswedstrijden. De Brit was van alle markten thuis en hij reed vele ereplaatsen bij elkaar, maar hij was geen afwerker en viste in de grote klassiekers (zowel voorjaar als najaar) achter het net. In 1993 werd Sciandri vijfde in de Ronde van Vlaanderen, in 1995 negende en in 2001 zevende. In 2001 maakte Sciandri deel uit van de kopgroep van acht na de Bosberg. Evenals zijn ploegmaat bij Lampre–Daikin, de Belg Ludo Dierckxsens. De Italiaan Gianluca Bortolami won de sprint met geen banddikte ten nadele van Erik Dekker. 
1993 was waarschijnlijk zijn beste seizoen. In maart stond hij op het podium in de editie van Milaan-San Remo die werd gewonnen door Maurizio Fondriest. Sciandri eindigde als derde. Een maand later werd hij naast vijfde in de Ronde van Vlaanderen ook vijfde in de Amstel Gold Race, die werd gewonnen door Rolf Järmann. In het najaar werd hij derde in de Ronde van Lombardije, achter Pascal Richard en Giorgio Furlan.
In Parijs-Roubaix eindigde Sciandri een aantal keer bij de eerste twintig. In 2002 werd hij zestiende, de slijkeditie gewonnen door Johan Museeuw en waarin Tom Boonen bij zijn debuut meteen derde werd. Sciandri (Lampre) was er vooraan nog bij toen Museeuw aanviel op Mérignies naar Avelin, maar in de finale geraakte Sciandri achterop en verdween uit de achtervolgende groep achter Boonen en Steffen Wesemann. Zijn beste resultaat in Parijs-Roubaix is twaalfde (1995 en 2001). 
In 1996 greep Sciandri naast het podium van Milaan-San Remo. Een sprint met vier gewonnen door de Italiaan Gabriele Colombo voor Oleksandr Hontsjenkov en Michele Coppolillo. In 1997 verloor Sciandri de sprint tegen Andrei Tchmil in Parijs-Tours, en miste op een haar het podium van Luik-Bastenaken-Luik. Michele Bartoli kwam solo aan voor Laurent Jalabert. Colombo eindigde derde, Luc Leblanc vierde en Sciandri vijfde in de sprint voor "brons". Hij reed veelal top tien in de Clásica San Sebastián. Sciandri behaalde brons in de olympische wegrit in 1996 (Atlanta) achter winnaar Pascal Richard (Zwitserland) en Rolf Sørensen (Denemarken).
"Mad Max", zoals het peloton Sciandri noemde, boekte vierendertig profoverwinningen. Zijn grootste eendagszege is de Leeds Classic van de voormalige Wereldbeker wielrennen, in 1995. Hij won rittenkoersen en eendagswedstrijden als Ronde van Groot-Brittannië, de Ronde van Veneto, de Ronde van Lazio en Ronde van Luxemburg. Sciandri won de GP Pino Cerami in 1990 en twee ritten in het Critérium du Dauphiné in 1998. De 37-jarige Sciandri stopte na de Ronde van Georgia, op 20 mei 2004, als renner van Team CSC met professioneel wielrennen.

## Doping
Over Maximilian Sciandri, die verschillende hoge ereplaatsen bij elkaar heeft gereden, bestaat over het algemeen de perceptie dat hij zuiver ('clean') zou hebben gereden tussen een "vuile" generatie wielrenners en dat hij dus nooit doping zou hebben gebruikt. Op 6 juni 2001, tijdens de Ronde van Italië, viel de Italiaanse politie zijn hotelkamer in San Remo binnen voor een razzia. Sciandri stond op een verdachte lijst met 51 namen. Het betrof renners die actief waren in de Ronde van Italië. Sciandri en zijn Lampre-ploeggenoten Massimo Codol, Gabriele Missaglia en Mariano Piccoli werden ondervraagd. 
Sciandri werd slechts op inname van cafeïne 'betrapt', waarvoor hij niet werd vervolgd.

## Belangrijkste overwinningen
1989
- Ronde van Romagna

1990
- Ronde van Romagna
- GP Pino Cerami
- 2e, 3e deel A, 4e, 5e en 6e etappe Ronde van Aragón

1991
- 1e etappe deel A Driedaagse van De Panne
- 11e etappe Ronde van Italië

1992
- 2e etappe Ronde van Italië
- 5e etappe Ronde van Romandië
- 2e etappe Ronde van Groot-Brittannië
- Eindklassement Ronde van Groot-Brittannië

1993
- Ronde van Veneto
- 2e etappe Siciliaanse Wielerweek
- 1e, 2e etappe Ronde van Luxemburg
- Eindklassement Ronde van Luxemburg
- GP Fourmies
- Coppa Placci

1994
- 4e etappe Ronde van Trentino
- 16e etappe Ronde van Italië

1995
- 2e etappe Tirreno-Adriatico
- 3e etappe Driedaagse van De Panne
- 11e etappe Ronde van Frankrijk
- Leeds Classic
- GP Fourmies

1996
- 8e etappe deel A Parijs-Nice

1998
- 1e etappe Dauphiné Libéré
- 5e etappe Dauphiné Libéré

2000
- Ronde van Lazio

## Resultaten in voornaamste wedstrijden
| Jaar | Ronde van Italië | Ronde van Frankrijk | Ronde van Spanje |
| ---- | ---------------- | ------------------- | ---------------- |
| 1989 |                  |                     | opgave           |
| 1990 |                  | 154e                |                  |
| 1991 | opgave (1)       |                     | opgave           |
| 1992 | 88e (1)          | opgave              |                  |
| 1993 |                  | 71e                 |                  |
| 1994 | opgave (1)       |                     |                  |
| 1995 |                  | 47e (1)             |                  |
| 1996 |                  | opgave              | opgave           |
| 1997 |                  | 67e                 |                  |
| 1998 |                  | opgave              |                  |
| 1999 |                  |                     |                  |
| 2000 | 67e              |                     |                  |
| 2001 | 58e              |                     |                  |
| 2002 | 68e              |                     |                  |
| 2003 |                  |                     |                  |
| 2004 |                  |                     |                  |

| Jaar | Milaan-San Remo | Gent-Wevelgem | Ronde van Vlaanderen | Parijs-Roubaix | Amstel Gold Race | Luik-Bast.‑Luik | Ronde van Lombardije | Parijs-Tours | Parijs-Brussel | Clásica San Sebastián |  | WK op de weg |  | Wereldranglijsten |
| ---- | --------------- | ------------- | -------------------- | -------------- | ---------------- | --------------- | -------------------- | ------------ | -------------- | --------------------- |  | ------------ |  | ----------------- |
| 1989 |                 |               |                      |                |                  |                 |                      |              |                |                       |  |              |  |                   |
| 1990 |                 |               | 96e                  |                |                  |                 |                      | 43e          | 101e           |                       |  |              |  |                   |
| 1991 | 41e             | 18e           |                      |                |                  | 61e             | 38e                  | 11e          | 50e            |                       |  |              |  |                   |
| 1992 | 28e             | 60e           | 25e                  |                | 22e              |                 |                      |              |                | 6e                    |  |              |  |                   |
| 1993 | ↑               |               | 5e                   |                | 5e               | 43e             | ↑                    | 17e          | 10e            | 17e                   |  |              |  | (UWB)             |
| 1994 | 27e             | 8e            |                      |                | 22e              | 7e              | 55e                  | 25e          | 13e            | 32e                   |  |              |  | 15e (UWB)         |
| 1995 | 15e             | 67e           | 9e                   | 12e            |                  |                 |                      |              |                | 7e                    |  |              |  | 8e (UWB)          |
| 1996 | 4e              |               | 16e                  |                |                  |                 |                      | 16e          |                | 16e                   |  | 45e          |  | 12e (UWB)         |
| 1997 | 15e             |               | 11e                  | 32e            | 19e              | 5e              | 17e                  | ↑            | 11e            | 14e                   |  |              |  | 7e (UWB)          |
| 1998 |                 |               |                      |                |                  |                 |                      |              |                | 6e                    |  |              |  |                   |
| 1999 | 21e             |               | 12e                  | 18e            | 81e              | 48e             |                      |              | 16e            | 8e                    |  |              |  |                   |
| 2000 |                 |               |                      |                |                  |                 |                      |              | 64e            |                       |  | 17e          |  |                   |
| 2001 | 25e             |               | 7e                   | 12e            |                  | 63e             | 7e                   |              | 65e            |                       |  | 59e          |  | 16e (UWB)         |
| 2002 | 38e             |               | 51e                  | 16e            |                  | 38e             | 54e                  | 63e          | 68e            | 127e                  |  |              |  | 37e (UWB)         |
| 2003 | 35e             |               | 35e                  | 38e            | 73e              |                 |                      |              |                |                       |  | 31e          |  |                   |
| 2004 | 107e            |               | 84e                  |                |                  |                 |                      |              |                |                       |  |              |  |                   |

Wielerploegen van Maximilian Sciandri
Bonnet ·
Bontempi ·
Čerin ·
Chiappucci ·
Chiesa · 
da Silva ·
Ghirotto ·
Giannelli ·
Giupponi ·
Henn ·
Hric ·
Mächler · 
Pavlič ·
Perini ·
Puttini ·
Roche · 
Rota ·
Sciandri ·
Zaina
Abdoezjaparov ·
Bontempi ·
Chiappucci ·
Chiesa · 
Ghirotto ·
Giannelli ·
Giupponi ·
Henn ·
Mächler · 
Meyvisch ·
Pavlič ·
Perini ·
Poelnikov · 
Puttini ·
Rossi ·
Sciandri ·
Zaina
Alvis · Anderson · Andreu · Armstrong · Baker · Bauer · Bay · Bishop · Dernies · Hampsten · Kiefel · Larsen · Lauritzen · Moens · Schur · Sciandri · Stenersen · Walton · Yates · Zanoli · Zimmermann
Alvis · Anderson · Andreu · Armstrong  · Bauer · Bay · Bishop · Dernies · Hampsten · Hundertmarck · Larsen · Manin · Mejía · Moens · Schur · Sciandri · Stenersen · Yates
Baldato · Bettin · Bomans · Cassani · Elli · Järmann · Loda · Museeuw · Peeters · D. Rebellin · S. Rebellin · Richard · Saligari · Sciandri · Scinto · Sørensen · Vanzella · Vona · Willems
Baldato · Bugno · Cassani · Elli · Golay ·  Järmann · Lietti · Loda · D. Rebellin · S. Rebellin · Richard · Saligari · Sciandri · Scinto · Sørensen · Vanzella · Vona
Andreu · Armstrong · Fraser · Hincapie · Julich · Livingston · Madouas · Merckx · Montoya · Ozers · Peron · Randolph · Sciandri · Thibout · van Heeswijk · Vanzella · Yates
Bouyer ·
Davy ·
Gianetti ·
Guesdon ·
Heulot ·
Horner ·
Jan ·
Mengin ·
Menthéour ·
D. Nazon ·
J-P. Nazon ·
Peron ·
D. Rebellin ·
S. Rebellin ·
Sciandri ·
Seigneur ·
Vanzella ·
Vogondy ·
Brard (stagiair) ·
D'Hont (stagiair) ·
Perque (stagiair)
Berzin ·
Bouyer ·
Casper ·
D'Hont ·
Gianetti ·
Guesdon ·
Heulot ·
Horner ·
Jan ·
Ledanois ·
Magnien ·
McGee ·
Mengin ·
Morelle ·
Morin ·
D. Nazon ·
J-P. Nazon ·
Peron ·
Perque ·
Sciandri ·
Vanzella ·
Vogondy ·
Fritsch (stagiair) ·
Parent (stagiair) ·
Tessier (stagiair) 
Bassons ·
Bouyer ·
Casper ·
D'Hont ·
Guesdon ·
Heulot ·
Horner ·
Jan ·
Ledanois ·
Magnien ·
McGee ·
Mengin ·
Michaelsen ·
Morin ·
D. Nazon ·
J-P. Nazon ·
Perque ·
Robin ·
Saugrain ·
Sciandri ·
Tessier ·
Vogondy ·
Bodo (stagiair) ·
Casar (stagiair) ·
Lhuiller (stagiair) 
Algeri · 
Barbero · 
Belohvoščiks · 
Bertogliati · 
Bertoletti · 
Camenzind ·  
Codol · 
Della Vedova · 
Dierckxsens · 
Frutti · 
Gárate · 
Hunter · 
Missaglia · 
Pagliarini · 
Piccoli · 
Pinotti · 
Sciandri ·
Serpellini · 
Simoni · 
Spruch · 
Svorada · 
Vandenbroucke (tot 01/06) ·
Verstrepen · 
Martella (stagiair) · 
Zara (stagiair)
Barbero · 
Belohvoščiks · 
Bertogliati · 
Bertoletti ·   
Codol · 
Cortinovis · 
Dierckxsens · 
Frutti · 
Gárate · 
Kadlec · 
Loddo ·
Missaglia · 
Pagliarini · 
Piccoli · 
Pinotti · 
Quinziato ·
Rumšas (tot 28/07) ·
Sciandri ·
Serpellini · 
Spruch · 
Svorada · 
Tonkov ·
Verstrepen
Barbero · 
Belli · 
Bertogliati · 
Bertoletti ·   
Casagrande · 
Cortinovis · 
Gárate · 
Kadlec · 
Loddo ·
Missaglia · 
Pagliarini · 
Piccoli · 
Pinotti · 
Quinziato ·
Ratti ·
Righi ·
Rumšas ·
Sciandri ·
Serpellini · 
Spruch · 
Svorada · 
Vila
Arvesen ·
Bartoli ·
Basso ·
Blaudzun · 
Bruun Eriksen ·
Calvente ·
Christensen ·
Guidi ·
Goesev ·
Hoffman ·
Høj ·
Jaksche ·
Julich ·
Luttenberger ·
Madsen ·
Michaelsen · 
Peron ·
Piil ·
Sandstød ·
Sastre ·
F. Schleck ·
Sciandri (tot 20/05) ·
Sørensen · 
Vandborg ·
Voigt ·
A. Schleck (stagiair) 